# Crocidura afeworkbekelei
Crocidura afeworkbekelei es una especie de musaraña (mamífero placentario de la familia de los sorícidos) endémica de Etiopía.